# Mazda Xedos 6
Mazda Xedos 6 (v Japonsku Eunos 500) je japonský automobil střední třídy vyráběný v letech 1992 až 1999.
Větším modelem nesoucím označení Xedos je Mazda Xedos 9. Oba modely měly konkurovat německým luxusním automobilům té doby.

## Galerie

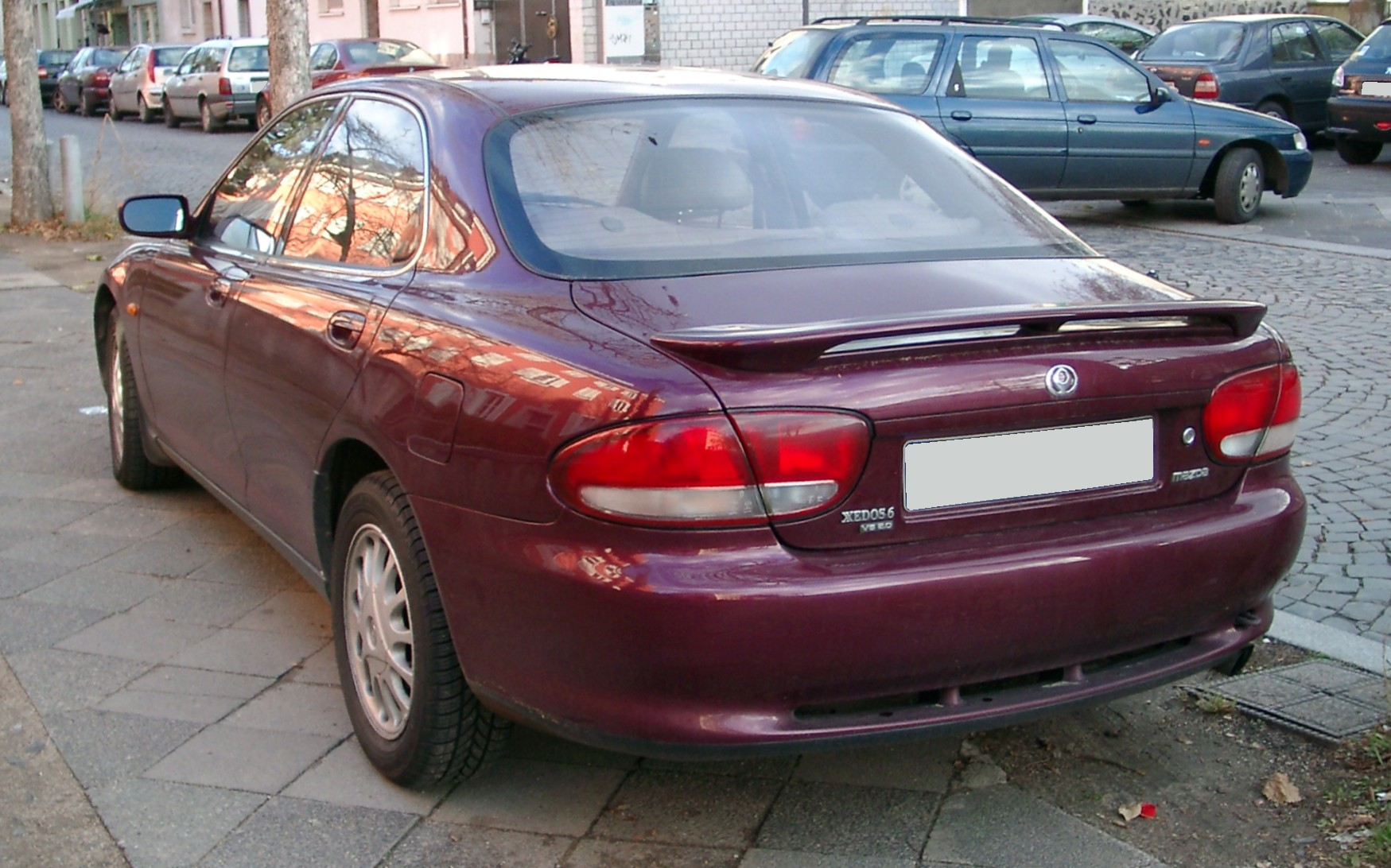
Mazda Xedos 6 (1992–1994) pohled zezadu
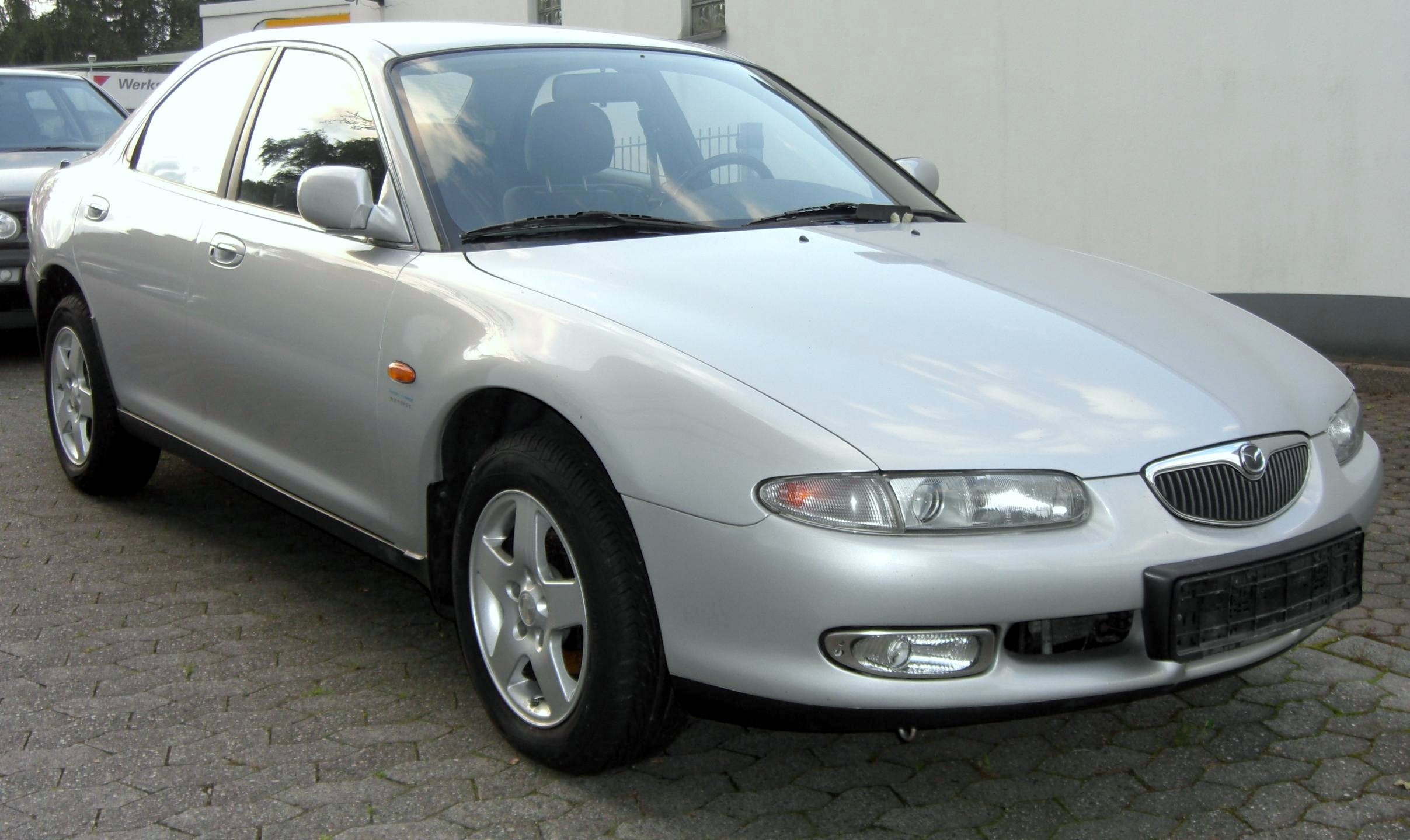
Mazda Xedos 6 (1996–1999)
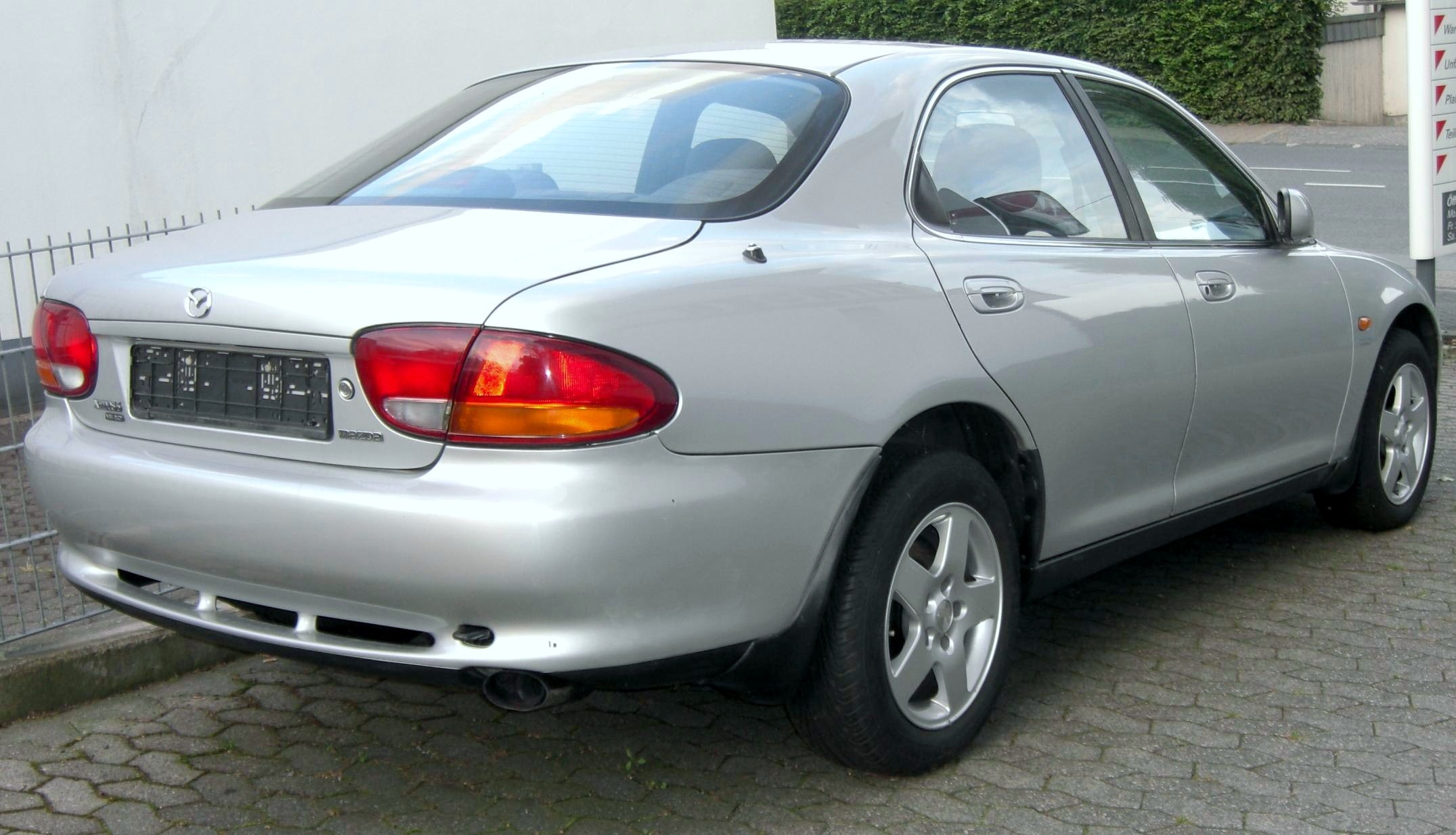
Mazda Xedos 6 (1996–1999) pohled zezadu

## Motorizace
Pro evropský trh byl vůz nabízen s dvojicí atmosférických zážehových pohonných jednotek s vícebodovým vstřikováním paliva. Tyto motory splňovaly emisní normu EURO 1.
| Model           | Kód motoru      | Počet válců     | Počet ventilů   | Ventilový rozvod | Vrtání × zdvih [mm] | Zdvihový objem [cm3] | Kompresní poměr | Přeplňování     | KAT             | EGO             | Doporučené palivo | Max. výkon [kW (k) při ot./min] | Max. točivý moment [Nm při ot./min] |
| Zážehové motory | Zážehové motory | Zážehové motory | Zážehové motory | Zážehové motory  | Zážehové motory     | Zážehové motory      | Zážehové motory | Zážehové motory | Zážehové motory | Zážehové motory | Zážehové motory   | Zážehové motory                 | Zážehové motory                     |
| --------------- | --------------- | --------------- | --------------- | ---------------- | ------------------- | -------------------- | --------------- | --------------- | --------------- | --------------- | ----------------- | ------------------------------- | ----------------------------------- |
| 1,6i 16V        | B6              | R4              | 16              | DOHC             | 78,0 × 83,6         | 1598                 | 9,4:1           | ne              | ano             | ano             | BA 95 B           | 85 (115) při 6500               | 135 při 5500                        |
| 2,0i V6 24V     | KF              | V6              | 24              | 2 × DOHC         | 78,0 × 69,6         | 1995                 | 9,5:1           | ne              | ano             | ano             | BA 95 B           | 106 (144) při 6000              | 172 při 5000                        |

Později byly výše uvedené motory upraveny pro splnění emisní normy EURO 2, jejich výkon nepatrně klesl.
Ani jedna z nabízených variant motorů není vhodná pro palivo E10.
| Model           | Kód motoru      | Počet válců     | Počet ventilů   | Ventilový rozvod | Vrtání × zdvih [mm] | Zdvihový objem [cm3] | Kompresní poměr | Přeplňování     | KAT             | EGO             | Doporučené palivo | Max. výkon [kW (k) při ot./min] | Max. točivý moment [Nm při ot./min] |
| Zážehové motory | Zážehové motory | Zážehové motory | Zážehové motory | Zážehové motory  | Zážehové motory     | Zážehové motory      | Zážehové motory | Zážehové motory | Zážehové motory | Zážehové motory | Zážehové motory   | Zážehové motory                 | Zážehové motory                     |
| --------------- | --------------- | --------------- | --------------- | ---------------- | ------------------- | -------------------- | --------------- | --------------- | --------------- | --------------- | ----------------- | ------------------------------- | ----------------------------------- |
| 1,6i 16V        | B6              | R4              | 16              | DOHC             | 78,0 × 83,6         | 1598                 | 9,4:1           | ne              | ano             | ano             | BA 95 B           | 79 (107) při 6200               | 138 při 3600                        |
| 2,0i V6 24V     | KF              | V6              | 24              | 2 × DOHC         | 78,0 × 69,6         | 1995                 | 9,5:1           | ne              | ano             | ano             | BA 95 B           | 103 (140) při 6000              | 170 při 5000                        |